# Operación Ostra Brama
La Operación Ostra Brama (en español: Operación Puerta del Alba) fue un intento del Armia Krajowa de apoderarse de Vilna (en polaco: Wilno) de las tropas de evacuación de la Alemania nazi antes de la ofensiva soviética de Vilna que se acercaba. Como parte de un levantamiento nacional polaco, la Operación Tempestad, la operación comenzó el 7 de julio de 1944 y duró hasta el 14 de julio de 1944.
El motivo principal de la operación fue con fines propagandísticos: reclamar todos los derechos sobre Vilna retomándola antes de que llegara el Ejército Rojo soviético. La operación no logró sus objetivos.

## Planes para el alzamiento
El 12 de junio de 1944, el general Tadeusz Bór-Komorowski, comandante en jefe del Armia Krajowa, emitió una orden para preparar un plan para liberar Vilna de manos alemanas. Los distritos del Armia Krajowa de Vilna y Novogrúdok planearon tomar la ciudad antes de que los soviéticos pudieran alcanzarla. El Comandante del Distrito del Armia Krajowa en Vilna, el teniente coronel Aleksander Krzyżanowski, decidió reagrupar todas las unidades partisanas en la parte noreste de Polonia para el asalto, tanto desde el interior como desde el exterior de la ciudad.
La Operación Ostra Brama estaba destinada a llevarse a cabo durante un esperado estado de confusión entre las unidades alemanas en Vilna, frente a la inminente llegada de las principales fuerzas soviéticas. Los alemanes ocuparon posiciones fuertes en la ciudad fortificada. El 26 de junio de 1944, el mayor Teodor "Slaw" Cetys y el teniente coronel Zygmunt "Strychański" Blumski sugirieron un plan a Krzyżanowski. La "orden número 1 de Ostra Brama" comprendía un esquema general para un asalto a Vilna, donde las fuerzas del Armia Krajowa de los distritos combinados de Vilna y Novogrúdokatacarían desde el exterior bajo la dirección del teniente coronel Poleszczuk.
Las fuerzas polacas se organizaron en cinco grupos:
- 1.º Grupo de combate Este: incluía la 3.ª, 8.ª y 13.ª Brigadas; el 3.º  y 5.º Batallón del 3.º y 5.º Regimiento de Infantería; ORKO "Groma" y OS "Wilczura" bajo el mando del mayor Antoni Olechnowicz.
- 2.º Grupo de combate Norte - Bajo el mando del mayor "Węgielny"
- 3.º Grupo de Combate Sureste - Bajo el mando de "Jarema" contenía la 9.ª Brigada, los 1.º y 6.º Batallones del 77.º Regimiento de Infantería, OD "Promienia" y OS "Gracza"
- 4.º Grupo de combate Sur - Bajo el mando del mayor Stanisław "Warta" Sędziak
- 5.º Grupo de combate Oeste: bajo el mando del maestro de caballería (rotmistrz) Zygmunt Szendzielarz.

Las unidades dentro de la ciudad estaban bajo el mando del teniente coronel "Ludwik". Según el plan, el ataque principal se preparó desde el este y sureste el 8 de julio. Cuando el Ejército Rojo cruzara el frente, equivalente a donde estaba en 1916 (entre Soly y Smarhon), comenzaría la sublevación.

## Operaciones de combate
Debido a que el Ejército Rojo soviético se acercaba a la ciudad más rápido de lo esperado, Krzyżanowski tomó la decisión de lanzar la operación un día antes. Sobre el papel, comandaba entre 10.000 y 15.000 soldados partisanos relativamente bien armados; muchos tenían experiencia previa en combate. Sin embargo, la movilización oportuna para la batalla de Vilna resultó ser un desafío. Algunas de las fuerzas de Krzyżanowski se desviaron a otros lugares o se ubicaron a decenas de kilómetros fuera de la ciudad. Las columnas polacas que marchaban se encontraron con las fuerzas alemanas que evacuaban Vilna, lo que provocó escaramuzas en el camino. En total, solo entre 4.000 y 5.000 soldados cansados se reunieron fuera de la ciudad a la medianoche del 7 de julio. Mientras tanto, las posiciones alemanas dentro de la ciudad habían sido fortificadas y aumentadas por tropas de seguridad y policías, ya que Vilna, un importante centro de transporte, fue designada "ciudad fortaleza". Lo que es más importante, los alemanes habían estado esperando el ataque polaco durante días, negando al Armia Krajowa un elemento sorpresa.
El ataque polaco en la mañana del 7 de julio se estancó casi de inmediato bajo un intenso fuego desde las posiciones alemanas. Al mediodía, las primeras unidades blindadas del Tercer Frente Bielorruso aparecieron en el campo de batalla. A partir de entonces, hasta la conclusión de la batalla el 13 de julio, las tropas polacas lucharon del lado soviético. Los primeros contactos con las unidades soviéticas tuvieron lugar cuando el 1.º Grupo de Combate se reunió con las tropas soviéticas. El comandante de la 35.ª Brigada de Tanques soviética insistió en tomar el mando del 1.º Grupo de Combate. Pohorecki, sin la aprobación del ejército polaco, se unió a sus fuerzas bajo el mando soviético; Wilk respondió reemplazando inmediatamente a Pohorecki con el comandante Antoni Wasilewski "Olesiński", pero la 8.ª Brigada tardó varios días en volver a reconstituirse.
Las principales fuerzas soviéticas llegaron el 8 de julio, ascendiendo a 100.000 soldados en total con la ayuda de unos cientos de tanques y apoyo aéreo. Las fuerzas de la Wehrmacht al mando del Generalleutnant Rainer Stahel intentaron escapar, aunque solo un pequeño grupo llegó a las líneas alemanas. El 13 de julio, los restos de la guarnición alemana se rindieron.

## Consecuencias
Cuando terminó la batalla, el mando soviético exigió el abandono inmediato de Vilna por parte de los soldados polacos. El comandante polaco, el coronel Krzyżanowski (Wilk) ordenó a sus unidades que partieran hacia el bosque de Rūdninkai, mientras que él se dirigió al cuartel general del general Ivan Chernyakhovsky, comandante del Tercer Frente Bielorruso. Los soviéticos le prometieron a Krzyżanowski que los polacos recibirían equipo sin ninguna condición política. El 16 de julio, Krzyżanowski fue nuevamente invitado a la sede de Chernyakhovsky para firmar un acuerdo. Sin embargo, esta vez, los soviéticos arrestaron a Krzyżanowski y a su jefe de personal, el mayor Teodor Cetys, así como a otros representantes polacos al mismo tiempo en Bogusze. La ola de arrestos también incluyó a los delegados del Gobierno polaco en Londres.
El comandante polaco de reemplazo del distrito de Vilna, el teniente coronel Zygmunt Izydor Blumski, y el comandante del distrito de Novogrúdokk, el teniente coronel Janusz Prawdzic Szlaski, trasladaron sus unidades al bosque de Rūdninkai bajo el fuego constante de aviones soviéticos. A los ejércitos polacos que alcanzaron con éxito los bosques se les ordenó que se dirigieran a Grodno y Białystok o que se dispersaran por el terreno local. Los soviéticos capturaron a más de 5.700 combatientes polacos. La tropa fue concentrada en Varniai, mientras que los oficiales fueron enviados a Riazán.
Unos pocos decidieron unirse al 1.º Ejército Polaco bajo el mando del General Zygmunt Berling, mientras que la mayoría fue enrolada a la fuerza en el Ejército Rojo soviético. Los que se negaron a jurar lealtad a la URSS fueron deportados a Kaluga, en el oeste de Rusia. Allí pasaron a formar parte del sistema soviético de trabajo esclavo de prisioneros hasta su liberación general en 1947.
Despojados de sus oficiales y confundidos, el 18 de julio, aproximadamente 6.000 soldados y más de 5.000 voluntarios se habían retirado a los bosques alrededor de Vilna. Fueron rodeados y capturados gradualmente por los soviéticos.

Nada de lo que sucedió en Vilna fue revelado al público en general en Occidente. De hecho, los medios británicos censuraron las historias sobre estas acciones soviéticas por decreto del Ministro de Información Brendan Bracken. Los aliados de la Unión Soviética, Gran Bretaña y Estados Unidos, no estaban interesados en revelar ninguna noticia que contradijera la impresión general de que la Unión Soviética era una liberadora de Europa del mal nazi. Polonia ya había perdido sus territorios orientales ante Stalin en la Conferencia de Teherán, pero ninguno de los soldados polacos que lucharon en la batalla de Vilna lo sabía. Esto no se aplica al gobierno polaco en el exilio, que estaba completamente informado del apoyo de los aliados occidentales a la posición soviética. Por ejemplo, el 25 de abril de 1944, durante una reunión del primer ministro británico Churchill con Z. Berezowski, miembro destacado del Partido Demócrata Nacional, y el general S. Tatar ("Tabor"), el subjefe de personal del Ministerio del Interior
"Él (Berezowski) dijo que los polacos confiaban en Gran Bretaña y en su primer ministro y contaban con su apoyo incondicional y firme para garantizar la independencia real de Polonia y la integridad de sus fronteras. Churchill dijo que si bien estaba dispuesto a ayudar a Polonia a recuperar su independencia no podía garantizar la integridad de sus fronteras, reafirmó su apoyo a la Línea Curzon, entregó Vilna y Leópolis a Rusia y compensó a Polonia en el oeste. Berezowski respondió con una reafirmación enfática de la determinación de Polonia de conservar Vilna y Leópolis, y si es necesario luchar por ellos. Churchill respondió 'de una manera grave, incluso sombría: "Obviamente, la decisión de resistir, independientemente de las consecuencias, es el privilegio de cada nación, y no puede ser negado incluso a los más débiles."
Declaraciones similares recibió el jefe del gobierno polaco en el exilio Mikolajczyk durante su visita a los Estados Unidos en junio de 1944 y su reunión con el presidente Roosevelt.
"Él (Roosevelt) aseguró a Mikolajczyk que podía contar con 'el apoyo moral' de Washington en sus esfuerzos por llegar a un entendimiento con Moscú.(6) Explicó que, en Teherán, le había dado a Stalin las razones por las que no podía unirse cualquier 'discusión detallada' sobre Polonia, y sugirió a Mikolajczyk que 'podría ser de más ayuda más adelante'.
Apoyo moral y nada más, pero Mikolajczyk de las palabras de Roosevelt de que Churchill propuso la línea Curzon como base de la solución territorial polaco-soviética, concluyó que supuestamente Roosevelt no la apoyaba.
"Con respecto a la cuestión territorial, Roosevelt expresó la opinión de que, si se pudieran resolver otros asuntos, Stalin 'sería razonable' al respecto. Mikolajczyk informó que, refiriéndose nuevamente a Teherán, el presidente dijo: 'Ni Stalin ni yo propusimos la Línea Curzon como la frontera entre Polonia y la Unión Soviética. Fue Churchill quien lo sugirió, y obviamente Stalin inmediatamente lo recogió y lo aceptó.'5 De esto Mikolajczyk dedujo que Roosevelt estaba 'opuesto a la Línea Curzon' e informó a Jankowski en consecuencia".
El gobierno polaco en el exilio continuó con la línea política que condujo al alzamiento de Varsovia el 1 de agosto de 1944.